# Teatre populista
El teatre populista és aquella pràctica escènica populista que està dirigida a un ventall molt ampli de públic. Els arguments són accessibles i coneguts per tothom, i les representacions tenen lloc als espais públics, a carrers i places, o bé a les esglésies. Les peces estan escrites en les llengües vulgars i busquen l'entreteniment i la diversió.
A les terres de parla catalana cal cercar l'origen d'aquesta pràctica teatral en els espectacles joglarescos de Pere Çahat i en l'arribada de les companyies italianes de commedia dell'arte que circulen per tot Europa. Aquesta pràctica escènica populista està vinculada al teatre religiós, a través de dirigents civils i eclesiàstics i és molt ben rebuda pel poble.